# Kărdzjali (region)
Kărdzjali är en region (oblast) i södra Bulgarien. Regionen har 151 113 invånare (2017) och en yta på 5032 km².

## Kommuner i Kărdzjali
- Obsjtina Ardino
- Obsjtina Dzjebel
- Obsjtina Kirkovo
- Obsjtina Krumovgrad
- Obsjtina Kărdzjali
- Obsjtina Tjernootjene
- Obsjtina Momtjilgrad